# 팔라우의 재외공관 목록

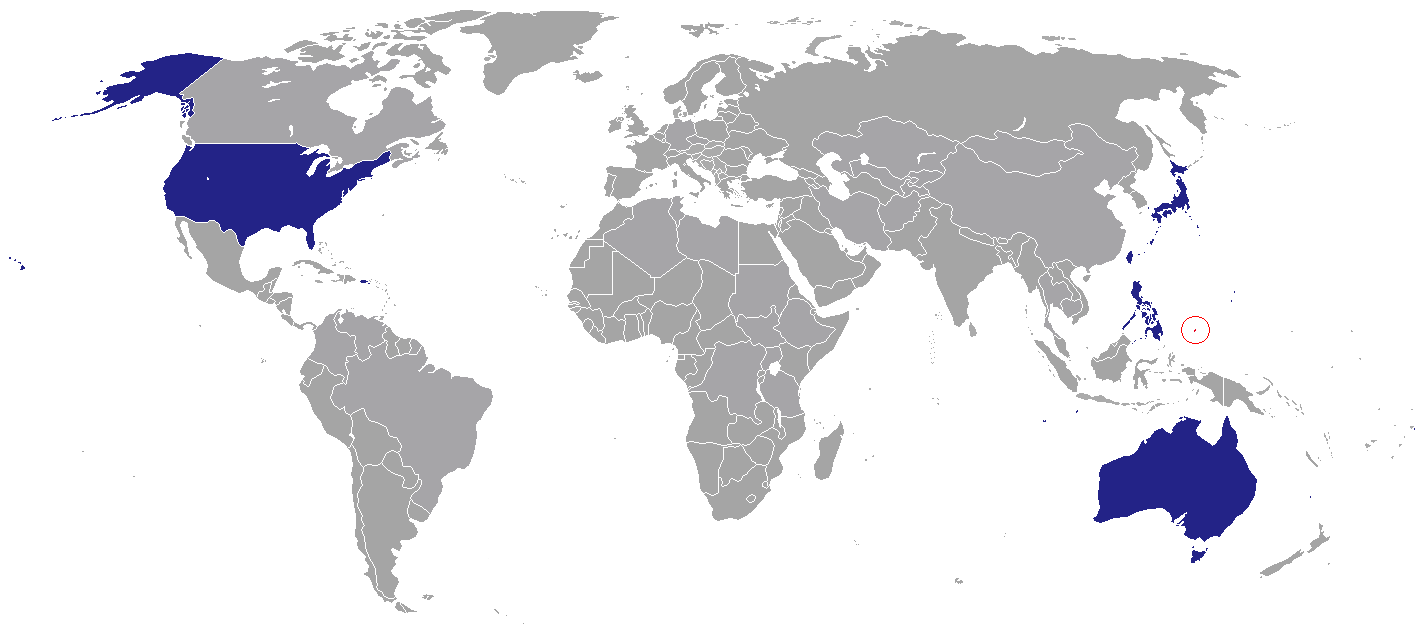
각국에 설치된 팔라우의 재외공관들

팔라우의 재외공관 목록은 팔라우 주재 대사관을 각국에 상주시켜 놓는 것을 의미하며, 팔라우의 재외공관을 나열한 목록이다.

## 대사관 및 대표부
대사관은 미국, 일본, 중화민국, 필리핀에 마련되어 있으며 특히 뉴욕에는 UN 대표부가 상주하고 있다.
- 미국 : 워싱턴 D.C. (대사관), 뉴욕 (UN 대표부)
- 일본 : 도쿄 (대사관)
- 필리핀 : 마닐라 (대사관)
- 중화민국 : 타이베이 (대사관)

## 영사관
영사관은 괌의 하갓냐, 북마리아나 제도의 사이판섬에 총영사관을 두고 있으며, 영국 런던과 벨기에 브라슈하트의 경우 명예 영사관이 마련되어 있다.

## 같이 보기
- 팔라우
- 팔라우 주재 외국공관 목록